# Melanoseris
Melanoseris, rod glavočika jezičnjaća iz podtribusa Lactucinae, dio tribusa Cichorieae.
Rodu pripada tridesetask vrsta trajnica (34) koje rastu po Aziji, od Irana na istok do Kine

## Vrste
1. Melanoseris atropurpurea (Franch.) N. Kilian & Ze H. Wang
2. Melanoseris beesiana (Diels) N. Kilian
3. Melanoseris bonatii (Beauverd) Ze H. Wang
4. Melanoseris bracteata (Hook.f. & Thomson ex C. B.Clarke) N. Kilian
5. Melanoseris brunoniana (Wall. ex DC.) N. Kilian & Ze H. Wang
6. Melanoseris ciliata (C. Shih) N. Kilian
7. Melanoseris cyanea Edgew.
8. Melanoseris decipiens (C. B.Clarke) N. Kilian & Ze H. Wang
9. Melanoseris dolichophylla (C. Shih) Ze H. Wang
10. Melanoseris filicina (Stebbins) N. Kilian
11. Melanoseris graciliflora (DC.) N. Kilian
12. Melanoseris henryi (Dunn) N. Kilian
13. Melanoseris hirsuta (C. Shih) N. Kilian
14. Melanoseris kashmiriana (Mamgain & R. R.Rao) N. Kilian
15. Melanoseris lahulensis (Mamgain & R. R.Rao) N. Kilian
16. Melanoseris leiolepis (C. Shih) N. Kilian & J. W.Zhang
17. Melanoseris leptantha (C. Shih) N. Kilian
18. Melanoseris lessertiana (DC.) Decne.
19. Melanoseris likiangensis (Franch.) N. Kilian & Ze H. Wang
20. Melanoseris macrantha (C. B.Clarke) N. Kilian & J. W.Zhang
21. Melanoseris macrocephala (C. Shih) N. Kilian & J. W.Zhang
22. Melanoseris macrorhiza (Royle) N. Kilian
23. Melanoseris monocephala (C. C.Chang) Ze H. Wang
24. Melanoseris pectiniformis (C. Shih) N. Kilian & J. W.Zhang
25. Melanoseris penghuana Ze H.Wang & H.J.Dong; otkrivena 2024.
26. Melanoseris polyclada (Boiss.) Akhani, N. Kilian & Sennikov
27. Melanoseris qinghaica (S. W.Liu & T. N.Ho) N. Kilian & Ze H. Wang
28. Melanoseris rhombiformis (C. Shih) N. Kilian & Ze H. Wang
29. Melanoseris sichuanensis (C. Shih) N. Kilian
30. Melanoseris souliei (Franch.) N. Kilian
31. Melanoseris taliensis (C. Shih) N. Kilian & Ze H. Wang
32. Melanoseris tenuis (C. Shih) N. Kilian
33. Melanoseris violifolia (Decne.) N. Kilian
34. Melanoseris yunnanensis (C. Shih) N. Kilian & Ze H. Wang